# شون ماكدونل
شون ماكدونل (بالإنجليزية: Sean McDonnell)‏ هو مدير فني أمريكي، ولد في 15 أكتوبر 1956 في ساراتوغا سبرينغس في الولايات المتحدة.